# Mônica Freire
Mônica Freire, née le 28 juin 1971 à Itabuna dans l'État de Bahia, est une auteure-compositrice-interprète brésilienne qui vit à Montréal (Québec).

## Biographie
Mônica Freire s'est fait connaître très jeune, comme chanteuse du groupe Bloco Pinel, où elle a succédé à Daniela Mercury. L'année suivante, elle quitta le Brésil pour les Antilles, puis la France et enfin le Québec, où elle s'installa en 1993.

### Carrière
Après une tournée au Japon, Mônica Freire y enregistra deux albums Monica (1996) et Monica 2 (1997), qui connurent un très grand succès dans ce pays.
De retour au Québec, elle lança Bahiatronica (2005), un album qui mêle les rythmes brésiliens et les sons électroniques. Celui-ci allie la couleur des percussions brésiliennes aux sonorités électroniques tout en incorporant quelques collaborations avec la scène locale (texte et musique de Pierre Flynn pour Ma petite guerrière, voix de Coral Egan et Ariane Moffatt dans Les Eaux de mars) et avec l'Afrique (Serra Leoa des Frères Diouf).
Na Laje, lancé en 2008, a bénéficié de la réalisation de Liminha, ancien bassiste du groupe psychédélique brésilien Os Mutantes et musicien de Gilberto Gil.
Mônica Freire a participé à de nombreux festivals, y compris au Festival international de jazz de Montréal, où elle s'est produite à huit reprises, à partir de 2002, notamment en première partie de Cesária Évora.
Quinze ans après la sortie de Na Laje, l'artiste lance son 5e album qui unit en musique le Brésil, le Proche-Orient et le Québec. Ilhada marie guitare brésilienne, instruments à cordes orientaux traditionnels, percussions orientales, africaines et brésiliennes.

### Discographie[7]

#### Albums
- 1996 : Monica (Samson Records)
- 1997 : Monica 2 (Ape's Records)
- 2005 : Bahiatronica (Audiogram)
- 2008 : Na Laje (Audiogram)
- 2023 : Areia (single) (Audiogram)
- 2024 : Simbó (single) (Audiogram)
- 2024 : Ilhada (Audiogram)

#### En collaboration
- 1998 : Live at Montreux (Paulo Ramos Group)
- 2005 : Beau d'hommage (Monica Freire à la guitare, artistes variés)
- 2007 : Le géant de la forêt[8] (avec Bïa, Thomas Hellman, Georges Moustaki, Paulo Ramos et Richard Séguin)
- 2010 : Bossamba (Paulo Ramos Group)
- 2011 : Beira (Luiz Brasil)

#### Spectacles marquants
- 1997 : Live at Montreux avec le Paulo Ramos Group (Montreux Jazz Festival)
- 2003 : Festival international de jazz de Montréal, en première partie de Cesaria Evora, à la Place des Arts
- 2005 : Bahiatronica au Club Soda
- 2007 : Week-end Pop de l’OSM sous la direction de Kent Nagano avec Luck Mervil, DobaCaracol, Monica Freire, H’Sao et Syncop à la Salle Wilfrid-Pelletier[9].
- 2008 : Concert en plein-air de l'Orchestre symphonique de Montréal sous la direction de Kent Nagano avec artistes invités dont Alain Lefèvre, Luck Mervil, Monica Freire et Karim[10].
- 2008 : Na Laje à la Place des Arts, Cinquième Salle
- 2009 : Voix et rythmes du Brésil au Métropolis (direction artistique : Mônica Freire)[11]
- 2014 : Francofolie de Montréal, Salle Wilfrid-Pelletier
- 2015 : Teatro Sesi (Salvador-Ba, Brésil)
- 2022 : Festival des traditions du monde, avec Mélissa Lavergne, Mélissa Hié, Malika Tirolien, Mamselle Ruiz, Mimi O’Bonsawin et Geneviève Jodoin à Sherbrooke
- 2023 : Festival Babel Musiques à la Maison de la culture Ahuntsic
- 2024 : Ilhada au Lion d'Or[6], Théâtre Outremont (dans le cadre de Coup de cœur francophone)[12]et Centre national des arts[13].

## Prix et honneurs
- 2006 : Nomination au Gala de l'ADISQ pour Bahiatronica (Album de l'année - Musiques du monde, Réalisation de l'année et Arrangements de l'année)[14]
- 2007 : Nomination au Prix Juno pour Bahiatronica (Meilleur album de musique du monde)[15]
- 2009 : Nomination au Gala de l'ADISQ pour Na Laje (Album de l'année - Musiques du monde)[16]
- 2024 : Lauréate au Gala de l'ADISQ pour Ilhada (Album de l'année - Musiques du monde)[17]
- 2024 : Nomination au GAMIQ pour Ilhada (Catégorie World)[18]